# Limenitis weidermeyerii
Limenitis weidermeyerii är en fjärilsart som beskrevs av William Henry Edwards 1861. Limenitis weidermeyerii ingår i släktet Limenitis och familjen praktfjärilar. Inga underarter finns listade i Catalogue of Life.